# Solbus C 10,5
Solbus C 10,5, Solbus C 10,5/1 − rodzina autobusów międzymiastowych i turystycznych produkowana od pierwszej połowy 2004 do marca 2007 przez Fabrykę Autobusów "Solbus" w Solcu Kujawskim na licencji czeskiej firmy SOR Libchavy.

## Historia

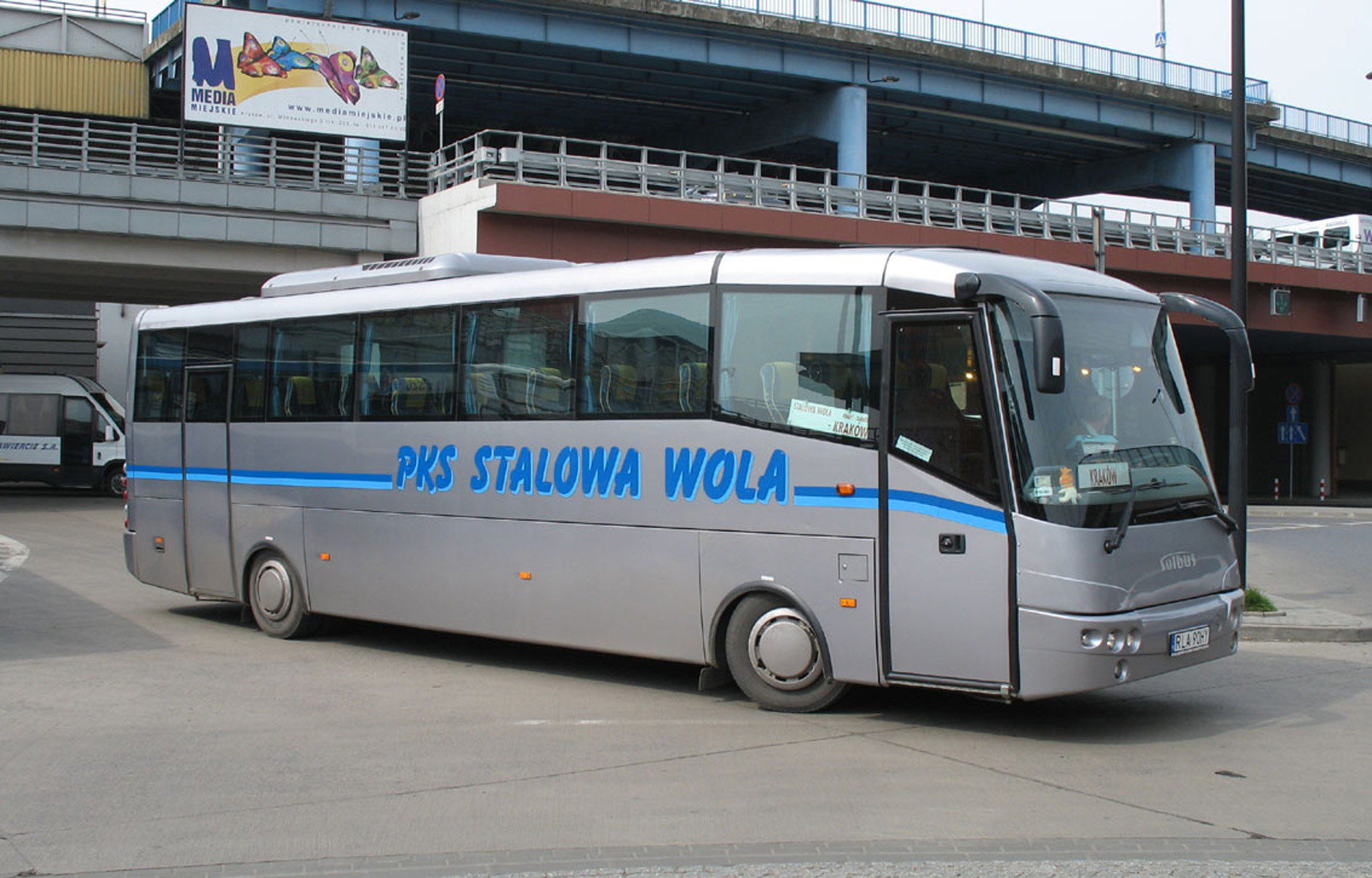
Solbus C 10,5/1 z PKS Stalowa Wola

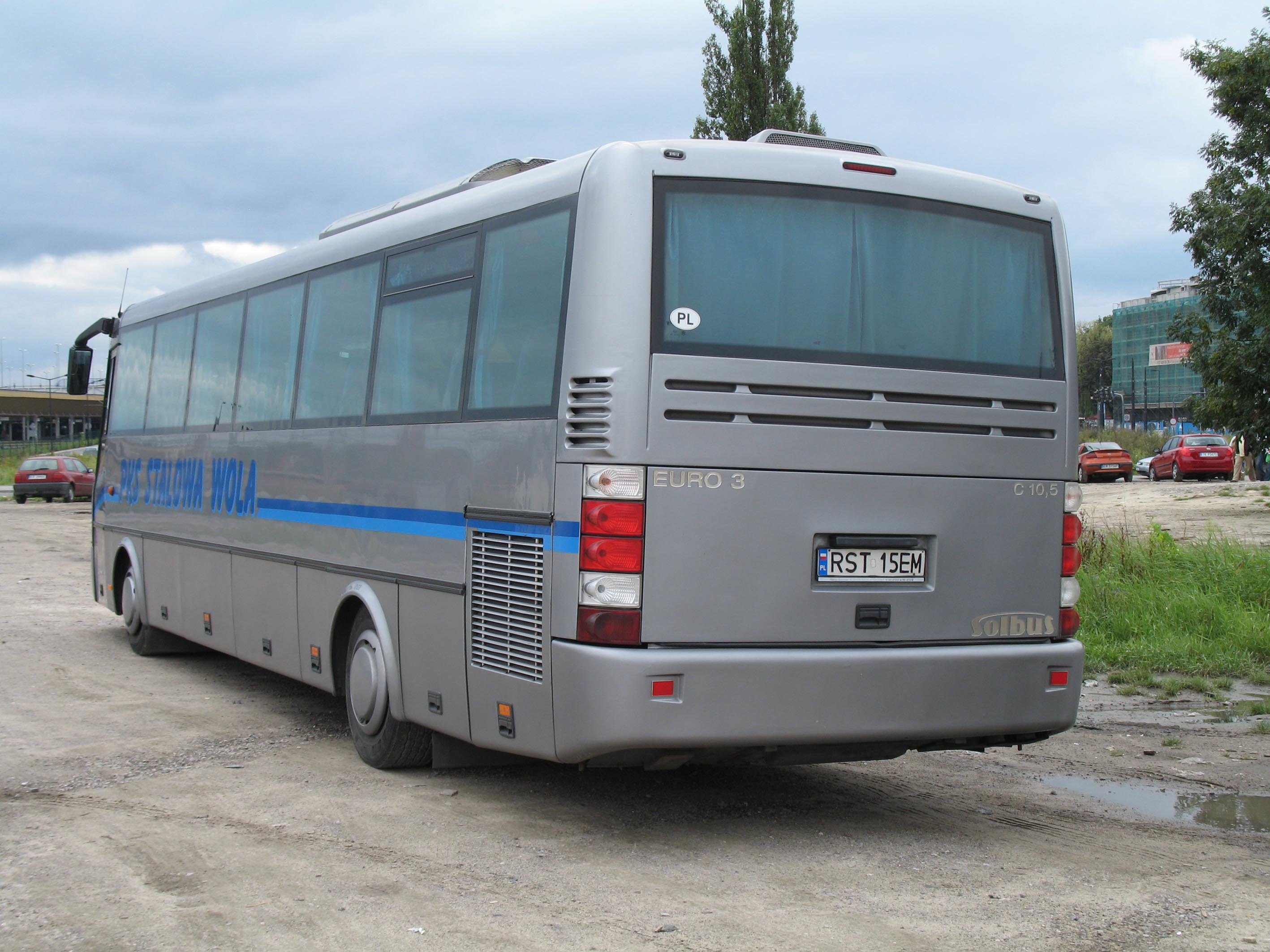
Solbus C 10,5 z PKS Stalowa Wola od tyłu

Do produkcji międzymiastowego Solbusa C 10,5, która rozpoczęła się w pierwszej połowie 2004 roku, zgodnie z umową licencyjną wykorzystywano podzespoły znanych światowych firm, sprowadzane za pośrednictwem firmy SOR Libchavy. Były to zwłaszcza przednie osie firmy SOR, silniki firmy Iveco oraz tylne zawieszenia z mostami napędowymi ArvinMeritor U 167E. Od III kwartału 2005 roku Solbus C10,5 produkowany był ze zmienioną ścianą przednią, zrywającą ze stylistyką identyczną jak w czeskim odpowiedniku.  
W latach 2005–2006 sprzedano również 30 szt. (lub 40 szt. wg sprzecznych danych producenta) odmiany turystycznej Solbus C 10,5/1, nazwany czasem błędnie, za swoim czeskim odpowiednikiem (SOR LH 10,5), Solbus LH 10,5. Różni się ona od wersji podstawowej m.in. podwyższonym poziomem podłogi (w celu powiększenia przestrzeni bagażowej), a tym samym większą wysokością. Według wypowiedzi przedstawicieli firmy SOR Libchavy, produkcja wersji turystycznej nie była objęta udzielonymi licencjami, a tym samym była bezprawna. Stało się to jedną z przyczyn wypowiedzenia tych umów ze skutkiem od kwietnia 2007.
W latach 2005–2006 był to najpopularniejszy model firmy Solbus. W kolejnych latach sprzedaż modelu C 10,5 wynosiła: 2004 - ok. 28-29 szt., 2005 - ok. 60-70 szt., 2006 - 66 szt, 2007 - co najmniej 16 sztuk. Do tego należy doliczyć modele C 10,5/1: 2005 - 11 szt., 2006 - 19 szt., 2007 - co najmniej 9 sztuk.
W 2006 roku 33 autobusy C 10,5 kupiły polskie Siły Powietrzne.